# Elisabeth Weitgasser
Elisabeth Weitgasser (* 16. Jänner 1963 in Radstadt) ist eine österreichische Politikerin (NEOS). Von Juni 2018 bis Juni 2023 war sie Abgeordnete zum Salzburger Landtag.

## Leben

### Ausbildung und Beruf
Elisabeth Weitgasser besuchte die Hotelfachschule in Bad Hofgastein. Von 1981 bis 1986 arbeitete sie im elterlichen Betrieb einer Dirndlproduktion und Trachtenboutique mit. Anschließend war sie in den Vereinigten Staaten, wo sie mit dem Verkauf von Antiquitäten beschäftigt war und eine Ausbildung zur Berufspilotin machte. Ab 1991 war sie Assistentin der Geschäftsleitung in einem Hotel in Altenmarkt im Pongau. Von 1995 bis 2015 war sie Geschäftsführerin eines Hotels in Altenmarkt, seit 2015 ist sie Hotelangestellte in Altenmarkt.

### Politik
Elisabeth Weitgasser war von 2001 bis 2004 für die ÖVP Mitglied der Gemeindevertretung in Altenmarkt im Pongau. Seit 2016 fungiert sie als Bezirkskoordinatorin der NEOS für den Ennspongau. Bei der Landtagswahl in Salzburg 2018 kandidierte sie für NEOS – Das Neue Österreich und Liberales Forum auf Platz fünf der Landesliste. Am 13. Juni 2018 wurde sie in der konstituierenden Landtagssitzung der 16. Gesetzgebungsperiode als Abgeordnete zum Salzburger Landtag angelobt. Sie rückte für Andrea Klambauer nach, die Landesrätin in der Landesregierung Haslauer jun. II wurde. 
Anfang Oktober 2021 wurde Weitgasser in das sechs Personen umfassende erweiterte Landesteam von NEOS Salzburg gewählt. Nach der Landtagswahl 2023 schied sie im Juni 2023 aus dem Landtag aus.